# Doi Inthanon
Doi Inthanon (thajsky ดอยอินทนนท์, 2565 m n. m.) je hora v pohoří Tanen Taunggyi v jihovýchodní Asii. Leží v severozápadním Thajsku na území národního parku Doi Inthanon v provincii Chiang Mai v distriktu Mae Chaem. Jedná se o nejvyšší horu Thajska. V minulosti byla nazývána též Doi Luang (česky velká hora) či Doi Ang Ka (česky hora vraního jezera). Dnešní název pochází z roku 1939, kdy byla hora pojmenována na počest krále Inthawichayanona, posledního krále Chiang Mai.
Hora je dobře přístupná po asfaltové silnici, která vede až na vrchol.